# الینگتون ۳۱۵۶
سیارک ۳۱۵۶ (به انگلیسی: 3156 Ellington، نامگذاری:1953EE) سه هزار و صد و پنجاه و ششمین سیارک کشف شده‌است که در ۱۵ مارس ۱۹۵۳ کشف شد.
قدر مطلق سیارک برابر ۱۱٫۳۰ است.